# Calle de Tetuán

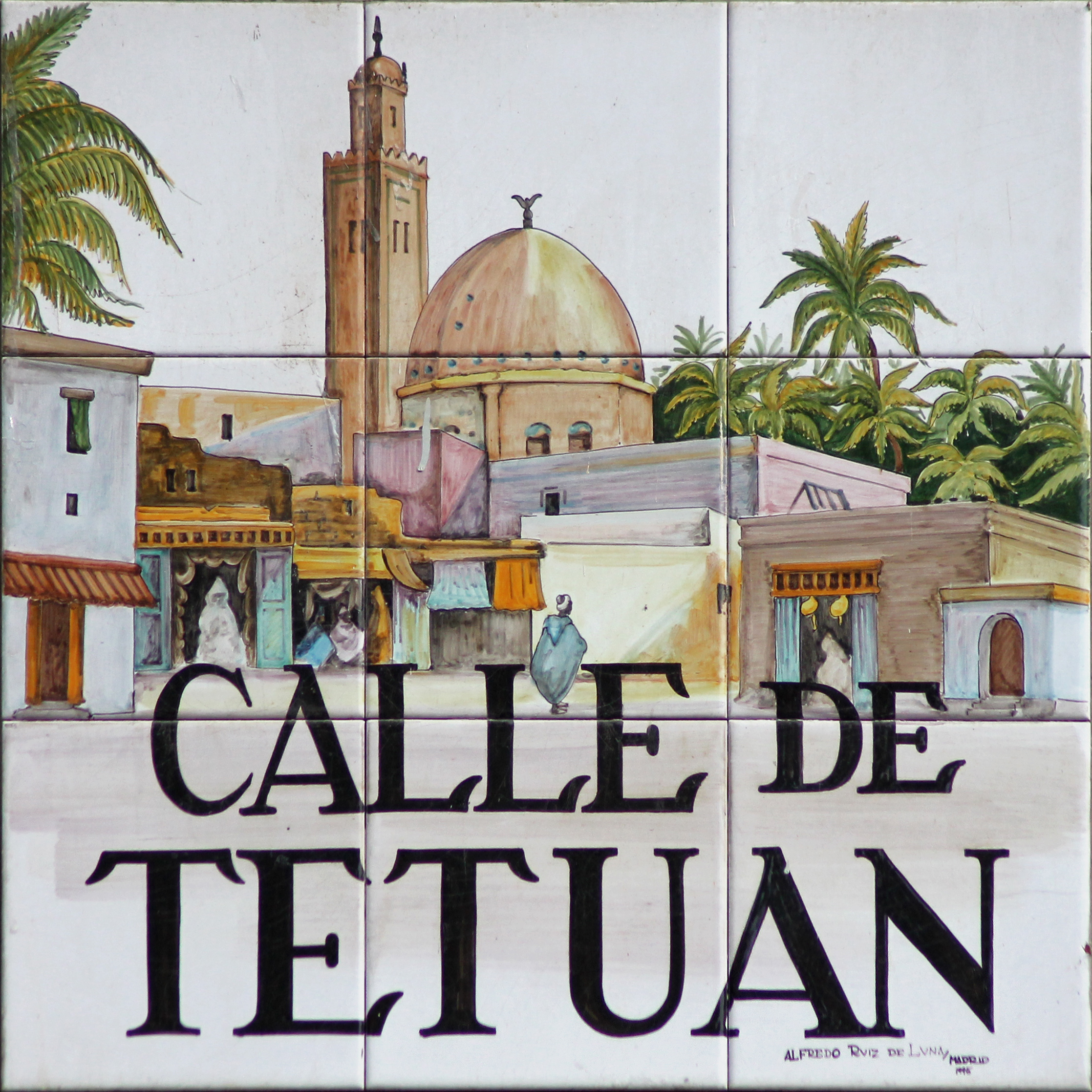
Placa de cerámica del callejero del Madrid histórico.

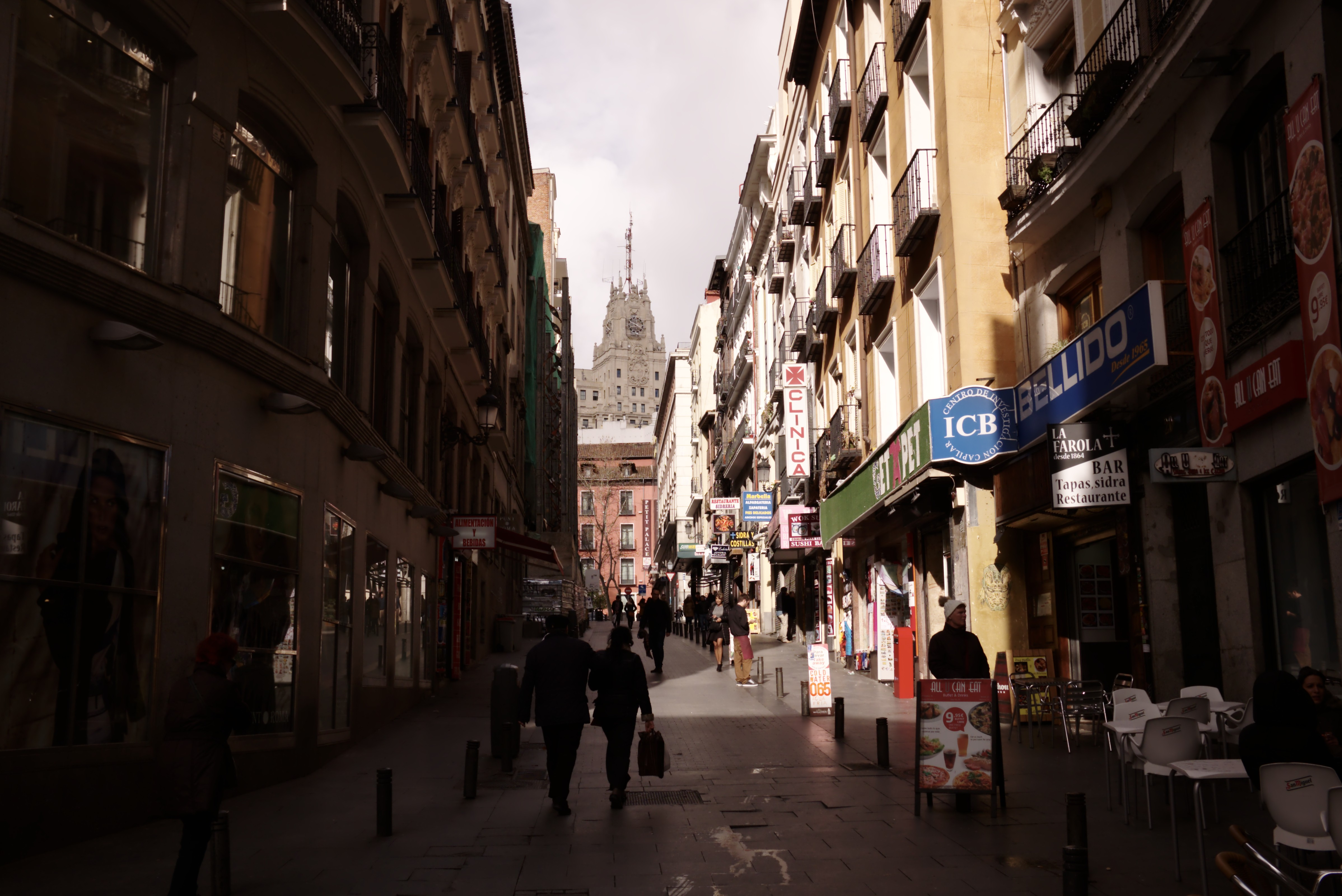
Vista de la calle en 2016

La calle de Tetuán es una vía urbana del barrio de Sol en el distrito Centro de Madrid. Nace en la plaza del Carmen, junto a la calle de San Alberto, y describiendo un arco en dirección este-oeste, llega hasta la calle del Maestro Victoria. Debe su nombre a la batalla de Tetuán, librada durante la guerra hispano-marroquí de 1859–1860.

## Historia
Antes del ensanche de la Puerta del Sol de 1856, este espacio lo formaba un entramado de calles formado por las ya desaparecidas de Peregrinos (denominada así por el Hospital de Peregrinos existente en el siglo xvi), la calle de la Zarza y la calle de los Negros. La nueva urbanización fue forzada por el creciente problema del tráfico, que en un informe de 1857 mencionaba que desde las ocho de la mañana a las nueve de la noche circulaban por la Puerta del Sol 3950 carruajes y 1414 caballerías.

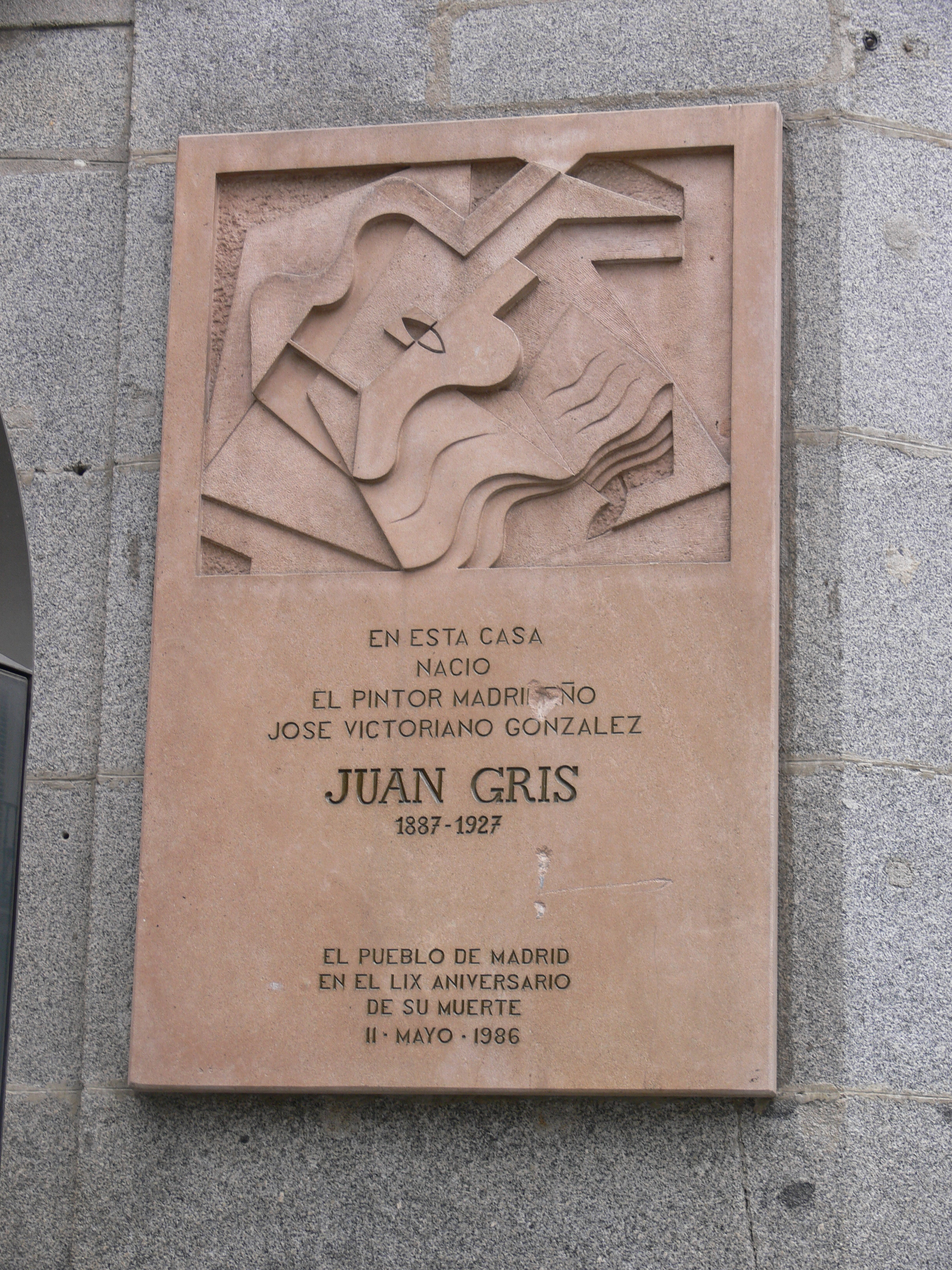
Placa en recuerdo de Juan Gris

Desde sus inicios se encuentra en ella la Casa Labra, taberna en la que se fundaría el Partido Socialista Obrero Español el 2 de mayo de 1879, acontecimiento que recuerda una placa dentro del local. Desde el año 1898 el empresario vasco Luciano Berriatua abrió a esta calle un acceso para el Frontón Central, que se modificaría en 1943 como pórtico tetraestilo desde la plaza del Carmen.
Una placa recuerda en la fachada del Hotel Europa que el pintor cubista Juan Gris nació en el edificio situado en el número 4 de la calle del Carmen con vuelta a la de Tetuán.

## Recorrido
La calle —concebida quizá como un "anillo" secundario para la circulación alrededor de la Puerta del Sol— parte de la plaza del Carmen y desciende hasta la plaza del Celenque, uniendo su tráfico viario con el de la calle de Arenal. Tiene tres tramos diferenciados; el primero parte de la plaza del Carmen y desciende hasta la calle del Carmen; el segundo tramo, horizontal y a la misma altura que la Puerta del Sol, corre desde la calle del Carmen hasta la de Preciados, a la altura de uno de los accesos al Corte Inglés; el tercer tramo llega hasta la plaza de Celenque. Se hizo peatonal a finales del siglo xx. 